# Никарагуа
Никарагуа, официално Република Никарагуа, е демократична държава в Централна Америка. Граничи на север с Хондурас, а на юг с Коста Рика, на запад с Тихия океан, а на изток с Карибско море. Столица на Никарагуа е град Манагуа. Страната е сред най-бедните страни в света. В региона тя е на второ място по бедност след Хаити.
Според най-разпространената теория, произхода на името идва от езика нахуатъл и се крие във фразата „ни-кан-атл-хуа“, който се превежда като „господарите на тукашната вода“.

## История
Европейците откриват атлантическото крайбрежие на Никарагуа през 1502 г. по време на четвъртото пътешествие на Христофор Колумб. Няколко години по-късно започва и завладяването на страната под ръководството на Хил Гонзалес Авила през 1520 г. Първото постоянно селище е основано през 1524 от конкистадора Франсиско Ернандес де Кордова – Гранада на брега на езерото Никарагуа, а по-късно и Леон на изток от езерото Манагуа. Към 1529 завладяването на Никарагуа приключва с почти цялостното унищожаване на местното население. Тези, които оцелели, са изпратени да работят в мините в северната част на страната.
След завладяването си Никарагуа става част от Кралство Гватемала със столица Леон. През 1610 г. вулканът Момотомбо изригва и унищожава напълно града. Никарагуа извоюва своята независимост от Испания през 1821 г. За кратък период влиза в състава на Федерална Централноамериканска Република, от която излиза през 1838 г. и окончателно става независима държава.
Източната част на страната, известна като Москитовия бряг, която е покрита с гъсти влажни гори и нездравословен климат, не се колонизира от испанците. Тук се установяват английски пирати, които го използват като своя база за нападенията си над испанските кораби. Населението на областта през този период расте главно за сметка на избягали негри роби от английските колонии. Англичаните успяват да се задържат тук чак до средата на 19 век (1894), когато се изтеглят окончателно под натиска на САЩ, смятащи да построят тук никарагуански канал между двата океана.
Първите десетилетия на 20 век са белязани от военни дикататури и управления, силно зависими от САЩ, които по това време обмисляли построяването на канал между Тихия и Атлантическия океан на територията на Никарагуа. Най-ярката фигура от историята на страната от този период е произхождащият от селско семейство генерал Аугусто Сандино, който оглавява народната съпротива против режима и американците. На 21 февруари 1934, по заповед на шефа на тайната полиция, той е коварно убит по време на преговори.
През следващите години (1934 – 1979) управлява кланът на фамилията Сомоса чрез различни свои членове, последният от които е Анастасио Сомоса Дебайле. През 1979 г. избухва Сандинистката революция, която сваля от власт подкрепяните от САЩ дикататори Сомоса. Сандинистите на свой ред са подкрепяни финансово и военно от СССР и Куба, но годините, през които са на власт, не донасят мир и възход за страната. Води се гражданска война между сандинистите и военни формирования, наречени „контри“, финансирани от ЦРУ. Десетки хиляди никарагуанци емигрират през това време в съседни страни или в САЩ.
През февруари 1990 се провеждат първите демократични избори под наблюдението на международни наблюдатели, които са спечелени от Виолета Чаморо – кандидат на антисандинисткия съюз. Настоящ президент е Даниел Ортега.

## География
Страната се разделя географски на три региона.
- Карибският обхваща източната част на страната, покрай крайбрежието на Карибско море. Има равнинен релеф и е покрита с гъсти тропически гори и пълноводни реки, които текат през тях. Тук се намира и селвата Босава̀с – най-голямата тропическа гора в Централна Америка и трета в света. През 1997 е обявена за биосферен резерват от ЮНЕСКО. Климатът тук е тропичен с многобройни и обилни валежи и високи температури и влажност.
- Централната зона е предимно планинска. Издигат се масивите на планините Матагалпа и Хинотега. Климатът тук е по-прохладен и студен.
- Тихоокеанската зона се характеризира с двете големи сладководни езера Манагуа и Никарагуа, както и с многобройните си вулкани. Климатът тук е сух, с малко валежи и високи температури – през лятото често достигат 40 °C.

## Държавно устройство
Никарагуа е президентска република. Президентът е държавен глава и ръководител на правителството, избиран пряко за срок от 5 години.
Законодателната власт е разпределена между правителството и еднокамарен парламент – Националната асамблея, съставена от 92 депутати. 90 от тях се избират за срок от 5 години по пропорционална система, като включва 20 депутати от национална листа и 70 от отделни листи за департаментите и автономните региони. Другите двама депутати заемат местата си по право – това са предишният президент и класиралият се втори в последните президентски избори.
Висш съдебен орган е Върховният съд. С конституционните реформи през 1995 година независимостта на Върховния съд е подобрена чрез увеличаване на броя на магистратите от 9 до 12 души. През 2000 година броят на съдиите се увеличава до 16 души, те са номинирани от политическите партии и избирани за 5-годишен мандат от Парламента.

## Административно деление
Никарагуа е разделена на 15 департамента и 2 автономни региона. Департаментите са: Боако, Карасо, Чинандега, Чонталес, Естели, Гранада, Хинотега, Леон, Мадрис, Манагуа, Матагалпа, Нуева Сеговия, Ривас, Рио Сан Хуан, Масая.

## Население
Първото преброяване в Никарагуа се провежда през 1778, когато са регистрирани едва 100 000 жители. Последното се извършва през юли 2005, при което са преброени 5,46 милиона души.
Около 93% от населението са католици, а 5% са протестанти. 72% от никарагуанците са метиси, 20% са наследници на испанските завоеватели на страната и 8% са индианци. Черното население живее главно по карибското крайбрежие и са наследници на освободени роби от Ямайка. Тази част на страната е и най-слабо заселената.
Поради голямата безработица и бедност десетки хиляди никарагуанци емигрират всяка година, предимно в САЩ и съседната Коста Рика. По приблизителни данни всеки шести никарагуанец живее в чужбина – близо 1 млн. души.

## Икономика
Никарагуанската икономика е аграрна, основана на 3 култури: банани, кафе и тютюн.
След като през 1985 САЩ налагат икономическо ембарго на Никарагуа, инфлацията рязко скача. През 1985 тя е 220%, за да достигне през 1988 до чудовищните 13 000%. След приключване на гражданската война преди почти две десетилетия, повече от 350 предприятия са приватизирани, инфлацията е овладяна до 10%, а външния дълг е намалял наполовина. Въпреки това Никарагуа е една от най-бедните страни в Централна Америка със средна месечна заплата от 100$ (за сравнение в съседните Хондурас е 290$, а в Коста Рика – 237$)
За 2008 БВП на глава от населението е 2900$ – заедно с Хаити това са единствените две страни от Западното полукълбо с БВП по-нисък от 3000$ на човек. Икономическият растеж за 2008 е едва 2%, а инфлацията е скочила на 20%.

## Транспорт
Транспортните комуникации в западната и централната част на страната са относително добре развити. Връзката с атлантическия район е само едно-единствено шосе. Едва 2500 km от пътищата са асфалтирани. По време на дъждовните периоди често пътищата стават неизползваеми с дни. Железопътен транспорт не съществува, основно транспортно средство са автобусите.

## Култура
Никарагуа е страната с най-много поети и писатели в Централна Америка. Без съмнение най-известният е Рубѐн Дарѝо, който е национален поет и един от създателите и най-ярките представители на модернизма.
В музиката най-известният певец и композитор с международна слава е Луис Енрике, който пее и свири салса.

## Спорт
Най-популярният спорт в Никарагуа е бейзболът. Навлиза в страната първоначално на карибското крайбрежие още в края на 19 век. Страната има 5 бейзболни тима, чиито играчи формират националния отбор. Никарагуа има играчи и в MLB, най-известният от които е Денис Мартинес – питчер играл между 1976 и 1998 в различни отбори на Мейджър лигата.
Вторият по популярност спорт е боксът. Страната е имала много шампиони, сред които Алексис Аргуельо – трикратен световен шампион и настоящ кмет на столицата Манагуа.
Футболът напоследък също придобива популярност, особено сред по-младото поколение.